# Danowski Glacier
Danowski Glacier är en glaciär i Antarktis. Den ligger i Sydshetlandsöarna. Argentina, Chile och Storbritannien gör anspråk på området. Danowski Glacier ligger 1 meter över havet.
Terrängen runt Danowski Glacier är lite kuperad. Havet är nära Danowski Glacier åt sydost. Trakten är obefolkad. Det finns inga samhällen i närheten. 